# بوزة تشهارقاش (علي أباد ملك)
بوزة تشهارقاش (بالفارسية: پوزه چهارقاش) هي قرية تقع في إيران في قسم علي أباد ملك الريفي.